# Nam Đàn
Nam Đàn là một xã thuộc tỉnh Nghệ An, Việt Nam. Xã được hình thành trên cơ sở sáp nhập các xã Nghĩa Thái, Nam Hưng và Nam Thanh của huyện Nam Đàn cũ trong đợt Sáp nhập tỉnh thành Việt Nam 2025.

## Địa lý
Xã Nam Đàn có vị trí địa lý:
- Phía Đông giáp xã Vạn An và xã Đại Huệ
- Phía Nam giáp xã Vạn An và xã Bích Hào
- Phía Tây giáp xã Xuân Lâm
- Phía Bắc giáp xã Bạch Hà, xã Phúc Lộc và xã Văn Kiều

Xã Nam Đàn có diện tích tự nhiên 67,60 km2.

## Hành chính và tên gọi
Xã Nam Đàn được thành lập theo Nghị quyết số 1678/NQ-UBTVQH15 của Ủy ban Thường vụ Quốc hội Việt Nam, ban hành ngày 16 tháng 6 năm 2025. Theo đó, sắp xếp toàn bộ diện tích tự nhiên, quy mô dân số của các xã Nghĩa Thái, Nam Hưng và Nam Thanh thuộc huyện Nam Đàn trước đây thành một xã mới có tên gọi là xã Nam Đàn.
Trước đó, theo Đề án sắp xếp đơn vị hành chính cấp xã tỉnh Nghệ An, xã này là xã Nam Đàn 2.
Sau sắp xếp xã có diện tích tự nhiên: 67,60 km2, quy mô dân số: 24.489 người.